# Rio Arve
O rio Arve é um curso de água secundário que nasce no passo de Balme no monte Branco e vem se lançar no rio Ródano, a sul de Genebra. 
Nasce duma torrente do  glaciar do Tour do maciço do Monte Branco, e desce o vale do Arve, na chamada  província de Faucigny da França. Tem um caudal importante e por receber nada menos do que 40 afluentes, geralmente torrentes, nos seus 107 km de comprimento . Tumultuoso, presta-se à prática do rafting do canoa ou ainda do hydrospeed.

## Percurso
O curso do Arve corre quase na sua totalidade na Alta Saboia, com excepção dos últimos quilómetros que se passam no cantão de Genebra, a um quilómetro do local onde o rio Ródano deixa o lago Lemano.
Mesmo que pequeno, em comprimento, atravessa na França localidades tão importantes como Chamonix-Mont-Blanc,  Les Houches, Cluses, Annemasse e já na Suíça,  Thônex, Veyrier, Chêne-Bougeries, Carouge e finalmente Genève .
Para o débito do Arve, consultar os valores obtidos em Arthaz-Pont-Notre-Dame , e também a  .

## Hidrologia
Verdadeiro rio de montanha com um caracter altamente tumultuoso e irregular pode apresentar no período de águas altas da primavera-verão um caudal entre 93 a 128 m³ por segundo, com um máximo em Junho em razão do degelo. O caudal diminui progressivamente para atingir o mínimo no inverno, o período da água baixa, com um caudal médio de 40,3 m³/s em janeiro e 43,5 m³/s em fevereiro. 

Este valor pode descer a 10,3 m³ por segundo em períodos de seca quinquenal e considerada normal na região dos Alpes do Norte. As cheias já atingiram valores de 430 et 540 m³/s, ver de 690 e mesmo 780 m³.